# Церква Великомученика Юрія Переможця (Баб'янка)
Церква Великомученика Юрія Переможця — чинна дерев'яна церква, пам'ятка архітектури місцевого значення, у селі Баб'янка на Коломийщині. Парафія належить до Отинійського благочиння Коломийської єпархії ПЦУ. Престольне свято — 6 травня.

### Історія
Церква в селі Баб'янка побудована 6 травня 1752 року, про що свідчить напис церковно-слов'янською мовою над одним із входів у храм. Дана святиня має цікаву історію, оскільки водночас є однією із найстаріших церков в області та має минуле Угорницького Преображенського монастиря. Даний монастир згідно переказам воздвигнули близько 1280 року, приблизно за півкілометра від стін сучасної церкви, в районі старого цвинтаря. Його стіни витримали і татарське лихоліття, і руйнівні війни та єзуїтську, варварську політику радянської влади. В його лонах знаходили прихисток особи, які зазнавали переслідувань та мали значний вплив на перебіг історії села та даної святині.
В монастирі служили такі велетні духа та віри як Йов Почаївський (уродженець села Угорники), Йов Княгиницький (уродженець міста Тисмениця), Арсеній Сієнцький, який тут і похований, про що є напис праворуч від дверей "1 березня 1772 року ігумен обителі сей здє погребен ".
У 1812 році в монастирі жило два монахи — старшого звали Софроном Опуським, другий був настоятелем у селі Струпкові. Того ж року монастир прилучено до Бучацького монастиря. Вся документація була передана в Бучач, а сама Баб'янка стала належати Бучацькому монастирю, її почали здавати в оренду. Так монастир припинив своє існування. Його приміщення у 1819 році віддали для потреб шкільництва, а монастирську церкву визнали філією від Струпківської парохії й передано на утримання Баб'янській громаді, яку через 150 років в 1962 р. за рішенням тодішньої влади було закрито. Але її двері час від часу відчиняв для молитви людям мешканець даного села Іван Гейтота, який зберіг від неї ключі. Люди домагалися відкриття святині, звертались у різні інстанції, писали листи-звернення до влади. Але все безрезультатно. Було прийнято рішення відібрати ключі від церкви, які добровільно не хотів віддати їх власник. 16 вересня, в обідню пору до помешкання Гейтоти ввірвалося двоє «борців» і зажадали відчинити церкву з метою обшуку. Щойно двері храму відчинились, туди ввірвались варвари, які почали трощити церковне майно. Біля церкви під захистом міліції стояла машина, яка повинна була вивезти награбоване церковне майно. У селі люди зчинили лемент, поспішивши цілою громадою до церкви. Однак було вже запізно, церковне майно знищено та завантажено в машину. Завдяки відвазі людей деякі цінності вдалось врятувати, які мешканці переховували в себе в обійстях аж до відкриття церкви. Того ж вечора представники влади, щоб відшукати заховане церковне майно пішли на підлість — підпалили колгоспні скирти, а потім пішли з обшуками по селу, з метою знайти підпалювача. Село тої ночі нагадувало повоєнне. У 1986 році вірні парафіяни знову почали вимагати відкриття церкви.
Три роки люди «боролись із владою» і ось в березні 1989 року влада пішла на поступки та дала дозвіл на відкриття, але при умові, що діти в церкву не ходитимуть. 6 травня завдяки зусиллям громади села, в день храмового свята Юрія Побідоносця, після 27 років вимушеної перерви, в церкві була відправлена Служба Божа, яка лунає і донині. Настоятелем тоді був о. Петро Сурак, який старався відновити у спраглих людських душах ту духовну нестачу, якої всі на той час потребували. Парафія починає жити повноцінним духовним життям: реставрують і оновлюють свою святиню, відкривають могилу, відбудовують каплички, відновлюють придорожні хрести.
За час служіння о. Івана Мельника біля ставка на церковному подвір'ї побудували каплицю ˮЖивоносний Істочникˮ за пожертви заробітчан із Італії вихідців із села і всіх небайдужих хто прилучився до цієї справи, освячено каплицю-купальню Івана Хрестителя, на цвинтарі побудована каплиця Успіння Пресвятої Богородиці. 2017 р. реставровано і позолочено бічні приділи і частина іконостасу. Завдяки старанності і прихильності парафіян святиня підтримується у належному стані і порядку. При церкві діє братство, сестринство, церковний хор.

### Парохи
- о. Іван Іванчук (1938)
- о. Квінтіан
- о. Григорій
- о. Петро Сурак
- о. Іван Токарик
- о. Іван Мельник (*5.07.1975 р. с. Чорнолізці (із 25 грудня 2000 р.)